# Анна (Іллінойс)
Анна (англ. Anna) — місто (англ. city) в США, в окрузі Юніон штату Іллінойс. Населення — 4303 особи (2020).

## Географія
Анна розташована за координатами 37°27′57″ пн. ш. 89°14′11″ зх. д. / 37.46583° пн. ш. 89.23639° зх. д. (37.465741, -89.236277).  За даними Бюро перепису населення США в 2010 році місто мало площу 9,11 км², з яких 9,06 км² — суходіл та 0,05 км² — водойми.

## Демографія
Згідно з переписом 2010 року, у місті мешкали 4442 особи в 1893 домогосподарствах у складі 1097 родин. Густота населення становила 487 осіб/км².  Було 2123 помешкання (233/км²).
Расовий склад населення:
| - 95,7 % — білих - 1,1 % — чорних або афроамериканців - 0,6 % — корінних американців - 0,4 % — азіатів - 1,2 % — осіб інших рас |

До двох чи більше рас належало 0,9 %. Частка іспаномовних становила 2,9 % від усіх жителів.
За віковим діапазоном населення розподілялося таким чином: 20,3 % — особи молодші 18 років, 56,7 % — особи у віці 18—64 років, 23,0 % — особи у віці 65 років та старші. Медіана віку мешканця становила 42,8 року. На 100 осіб жіночої статі у місті припадало 91,7 чоловіків;  на 100 жінок у віці від 18 років та старших — 86,4 чоловіків також старших 18 років.
Середній дохід на одне домашнє господарство  становив 53 452 долари США (медіана — 38 320), а середній дохід на одну сім'ю — 68 744 долари (медіана — 45 385). Медіана доходів становила 34 618 доларів для чоловіків та 40 766 доларів для жінок. За межею бідності перебувало 26,3 % осіб, у тому числі 34,2 % дітей у віці до 18 років та 9,7 % осіб у віці 65 років та старших.
Цивільне працевлаштоване населення становило 1718 осіб. Основні галузі зайнятості: освіта, охорона здоров'я та соціальна допомога — 31,5 %, роздрібна торгівля — 13,3 %, будівництво — 10,5 %, публічна адміністрація — 8,8 %.